# Santri
Mit Santri werden die sich am normativen Islam orientierenden Muslime Indonesiens in Abgrenzung zu den synkretistischen Abangan bezeichnet, die in ihre Islam-Auslegung auch hindu-buddhistische und animistische Traditionen einbeziehen. 

## Unterteilung der Santris
Die Santri unterteilen sich dabei in Modernisten, bzw. Reformisten und Traditionalisten. 
Die Traditionalisten sind dem traditionellen indonesischen Islam verhaftet, der aus einer Vermischung von Sunni- und Sufi-Traditionen besteht. Die Gemeinschaft der Traditionalisten ist vor allem durch das Netzwerk an religiösen Schulen (pesantren) und der dort beschäftigten Religionsgelehrten (ulama) verbunden und in der mit 35 Mio. Mitgliedern größten islamischen Organisation Indonesiens, der Nahdatul Ulama (NU), organisiert. Traditionalistische Muslime finden sich dabei vor allem in den ländlichen Gebieten Javas.
Die Entstehung der Modernisten ist im Gegensatz dazu auf den Beginn des 20. Jahrhunderts zurückzuführen, als sich einige islamische Gelehrte dem Islam im Mittleren Osten zuwandten. Die dort stattfindende Reformationsbewegung Muhammad Abduhs forderte eine Reform durch Rückbesinnung auf die eigentlichen Schriften des Islam, den Koran und die Sunna. Modernisten zeichnen sich daher durch eine orthodoxere Auslegung der heiligen Schriften aus. Die Mehrheit der modernistischen Muslime in Indonesien findet sich in den urbanen Zentren Javas und in den studentischen Reihen oder innerhalb der Mittelschicht. Die wichtigste soziale Organisation der Modernisten in Indonesien ist mit ca. 30 Mio. Mitgliedern die Muhammadiyah.
Neben diesen beiden Strömungen hat sich seit den 70er Jahren eine neo-modernistische Strömung herausgebildet, die sich für einen liberalen Islam einsetzt und sowohl Modernisten, wie auch Traditionalisten beinhaltet. Für den liberalen Islam setzen sich u. a. der ehemalige indonesische Präsident und ehemalige NU-Vorsitzende Abdurrahman Wahid und der bekannte indonesische Gelehrte Nurcholis Madjid ein.
Darüber hinaus finden sich in Indonesien auch radikale Islamisten, die sich das Ziel eines indonesischen Islamstaates auf die Fahnen geschrieben haben, was zu gewalttätigen Zusammenstößen in verschiedenen Teilen Indonesiens geführt hat, so u. a. 1999 auf den Molukken.

## Wortherkunft
Santri ist ein javanischer Begriff, der in das indonesische senteri („Schüler“) übergegangen ist und sich auf den Islamschüler einer Religionsschule (pesantren) bezieht. Das Wort könnte aus Sanskrit sastri („gelehrt“) stammen, eventuell über die tamilische Form sattiri.